# 花甲大人轉男孩
《花甲大人轉男孩》是一部於2018年上映的賀歲片，電視劇《花甲男孩轉大人》的電影版。由盧廣仲、嚴正嵐、蔡振南、龍劭華、康康、柯叔元、海裕芬主演，2017年10月23日開鏡，12月6日殺青，台灣於2018年2月9日上映。

## 劇情
講述鄭花甲退伍後開始故事。
花甲喝醉酒后醒来发现與阿瑋同床，不巧阿瑋爸媽正好來訪，发现他在房内。之後花甲尋求家族的幫忙，卻只是使情勢變得更糟。面對如此的混亂，花甲躲進兒時的衣櫃，一阵震动，花甲回到了2003年SARS時期......

## 演員列表

### 領銜主演
| 演員     | 角色名稱 | 介紹                                                                                   |
| 范足妹   | 鄭劉春一 | 鄭家大當家，人稱繁星一姐，花甲的奶奶，鄭爽的妻子。                                     |
| 盧廣仲   | 鄭光甲   | 花甲回到2003年時，冒名鄭爽爺爺堂弟的兒子。                                             |
| 盧廣仲   | 鄭花甲   | 鄭家的長孫，有乩童天命。                                                               |
| 嚴正嵐   | 方瑋琪   | 綽號阿瑋，22歲，應屆畢業生，花甲的學妹，常被誤會成男生的女生。                         |
| 劉冠廷   | 鄭花明   | 光煌的長子，講義氣，重感情。雅婷的男友。育有一子耀洋。                                 |
| 江宜蓉   | 李雅婷   | 現年26歲，鄉村的阿妹仔，靈異怪怪美少女，繁星女神、校花。                               |
| 曲獻平   | 鄭花亮   | 光煌的二子，姿萱的丈夫。也為家庭所困。                                                 |
| 葉辰莛   | 宋姿萱   | 花亮的妻子，與花亮奉子成婚，面臨著愛情與婚姻現實的考驗。                               |
| 林意箴   | 鄭花慧   | 花甲的姐姐，為愛而離家十年。                                                           |
| 江常輝   | 光頭     | 鄭花慧罹癌男友。                                                                       |
| 江常輝   | 阿凡     | 潮男計程車司機，邊開車邊到處玩。                                                       |
| 蔡振南   | 鄭光輝   | 鄭爽與春一的大兒子，花慧花甲的父親。為瑞安宮乩童。                                     |
| 王彩樺   | 林靜雲   | 光輝的前妻，花慧花甲的母親。                                                           |
| 謝盈萱   | 史黛西   | 本名素蘭，原是檳榔西施，光輝的女友，後成為光輝之妻。                                   |
| 龍劭華   | 鄭光煌   | 鄭爽與春一的二兒子。盈秀的丈夫。前瑞安宮主委，好面子愛場面，後期中風。                 |
| 今子嫣   | 郭盈秀   | 光煌的妻子。                                                                           |
| 康康     | 鄭光仁   | 鄭爽與春一的三兒子，越南台商，長期待在越南。阿水的丈夫。育有一女。                     |
| 阮氏翠恆 | 阮又水   | 光仁的妻子，家庭主婦。育有一女。                                                       |
| 柯叔元   | 鄭光昇   | 鄭爽與春一的四兒子，原是國文老師，但因喪子之痛放棄教職，現為校車司機與咖啡廳老闆。     |
| 楊瓊華   | 蔡明華   | 光昇的前妻，現年48歲，繁星中學教務主任。在電視版中與光昇離婚。                         |
| 葉星辰   | 小靜     | 時光咖啡店原老闆娘，花詢的同學，教導光昇煮咖啡，後來在電影版結局與鄭光昇結婚。         |
| 海裕芬   | 鄭光好   | 鄭爽與春一的小女兒，地方法院書記官，未婚。像極了哥哥們與姪子們的姊姊。                 |
| 阮安妮   | 阮素春   | 綽號阿春，現年27歲，越南籍，自18歲起便來台擔任阿嬤的看護。阿嬤過世後光煌中風由她照顧。 |

### 其他演員
| 演員   | 角色名稱   | 介紹                                                                                         |
| 陳文彬 | 立委候選人 | 黨部工作好多年，舌燦蓮花他最會，黨部秘書，交友廣闊，八面玲瓏，在電影版裡競選繁星鄉立法委員。 |
| 林杰叡 | 鄭耀洋     | 鄭家第四代大孫子，花明的長子。                                                               |
| 江庠和 | 鄭耀輝     | 鄭家第四代二孫子，花亮的長子。                                                               |
| 林益成 | 鄭花詢     | 鄭家第三代，光昇的心頭肉，光昇與明華的兒子，小靜的同學，意外過世。                           |
| 張芷羚 | 鄭花星     |                                                                                              |
| 吳姿吟 | 小花慧     | 國小時候的花慧。                                                                             |
| 童登煜 | 小花明     | 國小時候的花明。                                                                             |
| 曾郁恒 | 小花甲     | 國小時候的花甲。                                                                             |
| 林宥安 | 小花亮     | 國小時候的花亮。                                                                             |
| 王翊珊 | 小雅婷     | 國小時候的雅婷。                                                                             |
| 林庭伊 | 小小靜     | 國小時候的小靜。                                                                             |
| 王凱仲 | 中花甲     | 國中時候的花甲。                                                                             |

### 特別演出
| 演員   | 角色名稱 | 介紹                                                                 |
| 吳念軒 | 法德     | 年輕小工人，勇敢追求自己的愛情，花甲的姑丈。                         |
| 金士傑 | 方世杰   | 方瑋琪的爸爸。                                                       |
| 林美秀 | 方媽     | 方瑋琪的媽媽。                                                       |
| Matzka | 黑松     | 黑道老大。                                                           |
| 何潤東 | 陳雷公   | 雅婷的前男友，滿口銀牙，有嚴重的暴力傾向，當初因為對雅婷家暴而分手。 |
| 謝宇威 | 虎爺     | 黑道老大的爸爸。                                                     |
| 陳意涵 | 林小美   | 光仁和光煌的初戀。(單戀)                                             |
| 陳竹昇 | 林老師   | 花甲媽媽的男朋友。                                                   |
| 彭政閔 | 彭政閔   | 2003中華職棒大聯盟總冠軍兄弟象球員，當年年度打擊王。                 |
| 許光漢 | 莊浩洋   | 光顧夜市攤位的男客人。《植劇場－戀愛沙塵暴》之角色。                 |
| 陳妤   | 林亦珊   | 光顧夜市攤位的女客人。《植劇場－戀愛沙塵暴》之角色。                 |
| 瞿友寧 | 大鳥爸爸 |                                                                      |
| 顏毓麟 | 大鳥社長 |                                                                      |
| 楊名裕 | 花明小弟 |                                                                      |
| 管翊君 | 花明小弟 |                                                                      |
| 朱盛平 | 海關人員 |                                                                      |
| 徐鈞浩 | 國道警察 | 在機場壓制花甲和花明。                                               |
| 楊傑宇 | 航警     |                                                                      |
| 陳彥壯 | 整形醫生 |                                                                      |
| 金美滿 | 美琴姨   | 雅婷母親                                                             |

## 電影歌曲
| 曲別   | 歌名       | 演唱者 | 作詞   | 作曲   |
| 主題曲 | 幾分之幾   | 盧廣仲 | 盧廣仲 | 盧廣仲 |
| 插曲   | 你是我的水 | 盧廣仲 | 盧廣仲 | 盧廣仲 |
| 插曲   | 魚仔       | 盧廣仲 | 盧廣仲 | 盧廣仲 |
| 插曲   | 再見勾勾   | 盧廣仲 | 盧廣仲 | 盧廣仲 |
| 插曲   | 明仔載     | 盧廣仲 | 盧廣仲 | 盧廣仲 |
| 插曲   | 歐拉拉呼呼 | 盧廣仲 | 盧廣仲 | 盧廣仲 |

## 製作
- 監製：瞿友寧
- 導演：瞿友寧
- 製片公司：氧氣電影、藝碩文創、中環娛樂、華映娛樂、樂到家、秀泰國際娛樂、國賓影城
- 發行公司：氧氣電影、威視電影

## 票房
台灣方面，首日票房為近新台幣500萬元；首週三天票房為新台幣1571萬元；次週票房累計至新台幣5791萬元；第三週票房累計至新台幣8697萬元；第四週票房累計至新台幣9730萬元；第五週票房累計至新台幣1億元；最終全台票房為新台幣1.02億元。

## 外部連結
- 花甲大人轉男孩的Facebook專頁
- 互联网电影数据库（IMDb）上《花甲大人轉男孩》的资料（英文）
- 開眼電影網上《花甲大人轉男孩》的資料（繁體中文）
- Yahoo奇摩電影上《花甲大人轉男孩》的資料（繁體中文）
- 豆瓣电影上《花甲大人轉男孩》的資料 （简体中文）